# Canal de Deurne
Pour les articles homonymes, voir Deurne (homonymie).
Le canal de Deurne, en néerlandais Kanaal van Deurne, est un canal néerlandais, situé dans le sud-est de la province du Brabant-Septentrional et adjacent dans l'ouest de la province du Limbourg, au sud-est de la ville de Deurne.

## Histoire
La construction du canal commence en 1874, à l'initiative de la commune de Deurne en Liessel, pour désenclaver une partie du Peel et améliorer le commerce de la tourbe.
Le canal commence au sud de Meijel, comme embranchement du Grand Canal du Nord, puis part en direction septentrionale, en parallèle au Helenavaart. Le canal traverse les tourbières et la région naturelle du Peel, et comprenait un grand nombre de petits canaux transversaux qui permettaient de relier toutes les tourbières au canal afin de faciliter le transport de la tourbe. Près de Griendtsveen, le Helenavaart et le canal de Deurne se rejoignent au Defensiekanaal.

## Fonction
Le canal est fermé à la navigation ; il a conservé une fonction d'évacuation des eaux.

## Sources
- (nl) Cet article est partiellement ou en totalité issu de l’article de Wikipédia en néerlandais intitulé « Kanaal van Deurne » (voir la liste des auteurs).